# Dora Haut-Kaiser
Dora Haut-Kaiser (Viena, 6 de novembre de 1914 – 3 de març de 1995) fou una infermera i brigadista internacional austríaca. Fou membre del Partit Comunista d'Àustria durant la Guerra Civil Austríaca i treballà a diversos hospitals de l'Exèrcit Popular de la República durant la Guerra Civil Espanyola.

## Biografia

### Infància i afiliació comunista
Dora Haut-Kaiser nasqué en una família jueva a Viena com a filla de Mendel i Ettla Haut. De xiqueta cresqué en males condicions juntament amb el seu germà menor de quatre anys, Kurt. Visqué al sisè districte i després a Sueß-Gasse, al 14è districte (hui dia 15è) i en un petit apartament de cuina-habitació de classe treballadora. El seu pare estava molt malalt i la família vivia amb els escassos ingressos que obtenien de la botiga on apegaven bosses de paper. No obstant, Dora fou una molt bona estudiant i assistí als estudis acadèmics de secundària (Bürgerschule i Realschule). Es llicencià el 1934 i d'ençà llavors començà a estudiar llengües germàniques i romàniques. Finançà els seus estudis treballant com a institutriu amb gent la burgesia vienesa.
Haut-Kaiser entrà en contacte amb el moviment obrer i des de 1932 participà en un grup d'estudiants de secundària socialista. Després de l'aixecament de febrer de 1934 i l'inici de la Guerra Civil austríaca, es convertí juntament amb el seu amic i posterior marit, Hans Kaiser (n. 1909), en membre del Partit Comunista d'Àustria (KPÖ). Ambdós es casaren el 5 d'abril de 1936 al temple de la ciutat de la comunitat jueva de Seitenstettengaße.

### Brigadisme a Espanya i exili

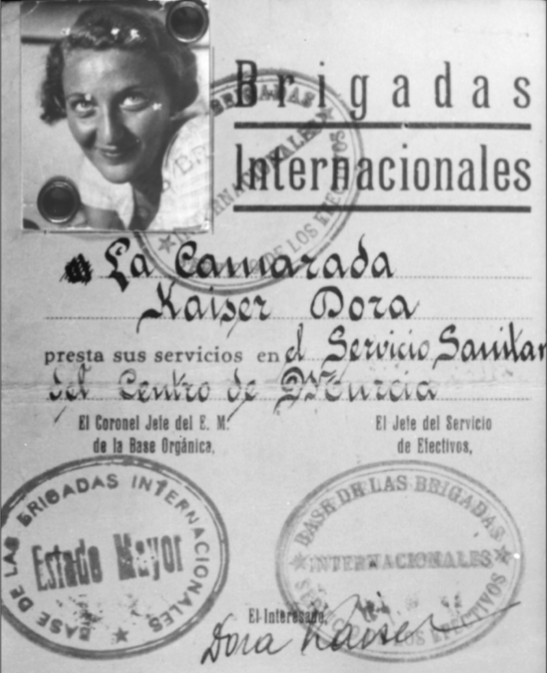
Carnet de brigadista internacional de Dora Haut-Kaiser (1937).

El 8 de febrer de 1937 ambdós arribaren a Espanya amb el pretext d'una vista a Estrasburg i ingressaren com a voluntària de les Brigades Internacionals, malgrat l'oposició dels pares de Hans, que pertanyien a una classe mitjana-alta. Dora, que havia estudiat un curs d'infermeria prèviament, fou inicialment destinada a l'Hospital Universitari de les Brigades Internacionals de Múrcia com a responsable d'infermeres, i després treballà durant un breu període a l'hospital de Benicàssim. L'1 de setembre de 1937 fou traslladada al'hospital de Benissa per oferir-hi els seus serveis d'infermeria. Combinà la seua feina a l'hospital i a la llar d'infants Solidaritat fins que va nàixer la seua filla Juanita el febrer de 1938.
No obstant, a inicis d'abril de 1938, Haut-Kaiser fou evacuada de Benissa cap a l'hospital de Vic juntament amb la seua filla, mentre que Hans fou destinat al Front de l'Ebre —atès l'avenç de les tropes franquistes per territori valencià. Per causa de la derrota republicana, Hans Kaiser fou internat a la costa francesa al campament rossellonès d'Argelers de la Marenda i Dora i la seua filla foren allotjades en un garatge de Brives.
Gràcies a un contacte a la Gran Bretanya i en plena Guerra Mundial, la família s'exilià a Oxford. Allà Hans hi morí per causa d'una greu hipertensió l'any 1941. No obstant, Dora refé la seua vida i trobà un nou company, Fred Quinton —britànic, també emigrant austríac. Ambdós van tornar a Viena amb la xiqueta Juanita el 1946, una volta acabada la guerra.
En una entrevista amb l'historiador Hans Shafranek l'any 1987, Haut-Kaiser confessà que «l'única vegada en la meua vida que he sentit el temps de manera política i humanament significativa, va ser aquells dos anys a Espanya». Morí Viena el 3 de març de 1995.

## Homenatges
L'any 2017 l'ajuntament de Benissa, amb la presència de la seua filla Juanita, procedí a la inauguració de la Placeta de Dora Haut i Hans Kaiser. Membres del Servei Sanitari de les Brigades Internacionals, en agraïment al seu treball sanitari, humanitari, i a la seua solidaritat.